# Powiat Isoya
Powiat Isoya (jap. 磯谷郡 Isoya-gun) – powiat w Japonii, w prefekturze Hokkaido, w podprefekturze Shiribeshi. W 2024 roku liczył 4425 mieszkańców.

## Miejscowości
- Rankoshi